# Geoffrey Finsberg
Geoffrey Finsberg, Baron Finsberg (* 13. Juni 1926; † 8. Oktober 1996) war ein britischer Politiker der Conservative Party.

## Leben
Finsberg besuchte die City of London School.
Von 1970 bis 1992 war er Abgeordneter im House of Commons, 1970 bis 1983 für den Wahlkreis Hampstead, 1983 bis 1992 für den Wahlkreis Hampstead and Highgate. 1992 wurde er als Baron Finsberg, of Hampstead in the London Borough of Camden, zum Life Peer erhoben und wurde Mitglied des House of Lords.
1992 war Finsberg als Nachfolger von Anders Björck Präsident der Parlamentarischen Versammlung des Europarates.

## Auszeichnungen
- 1989: Großes Goldenes Ehrenzeichen für Verdienste um die Republik Österreich[1]